# Joseph-Charles Lefèbvre
Pour les articles homonymes, voir Lefèbvre.
 (septembre 2019).
Si vous disposez d'ouvrages ou d'articles de référence ou si vous connaissez des sites web de qualité traitant du thème abordé ici, merci de compléter l'article en donnant les références utiles à sa vérifiabilité et en les liant à la section « Notes et références ».
Joseph Charles Lefèbvre, né le 15 avril 1892 à Tourcoing dans le Nord et mort le 2 avril 1973 à Bourges dans le Cher, est un cardinal français, archevêque de Bourges et cousin de Marcel Lefebvre (figure du traditionalisme catholique en France et de la résistance au concile Vatican II).

## Repères biographiques
D'une famille d'industriels catholiques du Nord, fils de Georges Lefebvre, négociant et industriel, et de Marie Agnès Lucie Joseph Decaestecker, Joseph-Charles Lefèbvre étudie la théologie catholique et la philosophie à Lille et à Rome. Il sert pendant la Première Guerre mondiale au cours de laquelle il est blessé et fait prisonnier.
Le 17 décembre 1921, il est ordonné prêtre à Rome. De 1924 jusqu'à 1936, il assure un ministère en tant que curé de paroisse puis dirige la section du personnel de l'évêché de Poitiers dont il est vicaire général de 1936 à 1938. Le 27 juillet 1938, il est nommé évêque de Troyes et consacré le 11 octobre 1938 par Édouard Mesguen. Le 17 juin 1943, il devient archevêque de Bourges. Lors du consistoire du 28 mars 1960, il est créé cardinal par le pape Jean XXIII avec le titre de cardinal-prêtre de San Giovanni Battista dei Fiorentini qu'il est le premier à porter. De 1962 à 1965, il participe au concile de Vatican II et au conclave en 1963 qui élit Paul VI.
Le 10 octobre 1969, il abandonne sa charge d'archevêque de Bourges et meurt le 2 avril 1973. Il est exposé dans la cathédrale et les paroissiens viennent se signer devant sa dépouille, jusqu'à son inhumation au sein de la cathédrale le vendredi 6 avril 1973. Depuis, son chapeau est suspendu dans le cœur au niveau de la voute de la cathédrale. Il y restera jusqu'à ce qu'il tombe en poussière. 